# Gmina Ulfborg-Vemb
Gmina Ulfborg-Vemb (duń. Ulfborg-Vemb Kommune) – w latach 1970–2006 (włącznie) jedna z gmin w Danii w ówczesnym okręgu Ringkjøbing Amt.
Siedzibą władz gminy było miasto Ulfborg. 
Gmina Ulfborg-Vemb została utworzona 1 kwietnia 1970 na mocy reformy podziału administracyjnego Danii. Po kolejnej reformie w 2007 r. weszła w skład nowej gminy Holstebro.

## Dane liczbowe
- Liczba ludności: (♀ 3511 + ♂ 3448) = 6959
  - wiek 0-6: 8,2%
  - wiek 7-16: 13,8%
  - wiek 17-66: 62,0%
  - wiek 67+: 16,0%
- zagęszczenie ludności: 30,9 osób/km²
- bezrobocie: 4,7% osób w wieku 17-66 lat
- cudzoziemcy z UE, Skandynawii i USA: 216 na 10 000 osób
- cudzoziemcy z krajów Trzeciego Świata: 112 na 10 000 osób
- liczba szkół podstawowych: 4 (liczba klas: 40)